# Platycypha eliseva
Espèce
Statut de conservation UICN

 LC  : Préoccupation mineure
Platycypha eliseva est une espèce d'insectes de l'ordre des odonates (libellules), du sous-ordre des Zygoptera (demoiselles), de la famille des Chlorocyphidae et du genre Platycypha.

## Répartition
Platycypha eliseva a initialement été décrite comme endémique de la République démocratique du Congo, mais semble avoir été identifiée au Nigéria.

## Habitat
Platycypha eliseva se rencontre à proximité de grands ruisseaux de quelques mètres de largeur, sablonneux, peu profonds, aux eaux claires, traversant des forêts ou bordés d'une galerie de végétation dans les plantations. Elle est la seule espèce du genre Platycypha présente dans le bassin central du Congo.

## Description
Platycypha eliseva est la seule demoiselle du genre Platycypha, avec Platycypha auripes, dont le mâle ne présente pas de couleur bleue. Le mâle mesure de l'ordre de 30 mm avec un abdomen sans les appendices anaux (cercoïdes) d'environ 19 mm et des ailes d'environ 21 mm. La femelle mesure de l'ordre de 28 mm avec un abdomen courbé sans les appendices anaux (cercoïdes) d'environ 17 mm et des ailes d'environ 24 mm.

### Description du mâle
La base du labium est marron clair avec la moitié apicale noire. La tête est noire et présente des marques jaune pâle sous la forme de deux petits points post-oculaires et d'une grande marque rectangulaire couvrant l'occiput et s'étendant en forme de deux bras triangulaires de chaque côté du vertex au niveau des ocelles antérieurs et latéraux. Les yeux sont noirâtres.
Le prothorax est noir avec le lobe postérieur du pronotum jaune pâle finement bordé de noir. Le lobe moyen présente de petites taches appariées reposant contre le lobe postérieur et un plus grand point de chaque côté. Le synthorax est noir avec des marques jaunes. Celles-ci sont constituées de taches triangulaires sur le sinus anté-alaire (zone rainurée transversale devant la base des ailes avant), de la totalité de la carène dorsale, d'une marque en forme d'hameçon sur chaque mésépisternum composé d'une bande anté-humérale mince et irrégulière mais complète largement fusionnée à une bande post-dorsale légèrement plus large, d'une bande irrégulière sur le métépisternum comportant une courte ligne interpleurale noire, et de la moitié postérieure du métépiméron. Les parties noires sont aussi larges que les parties jaunes. Le dessous et les coxae sont marron marqué de noir.
Les trochanters et les fémurs sont noirs. Les fémurs postérieurs présentent des stries pâles et discrètes sur la face antérieure. Les tibias de toutes les pattes sont considérablement élargis (dilatation externe presque quatre fois plus large que la largeur de l'extrémité de la patte) avec la face postérieure rouge vif et la face antérieure blanche. L'apex des tibias et tout le tarse sont noirs.
Les ailes antérieures et postérieures sont claires, jaunes à la base s'évanouissant distalement mais atteignant presque le nœud. Les nervures et le ptérostigma sur les ailes antérieures qui mesure 2 mm sont noirs. Les ailes antérieures comportent 11 nervures transversales antenodales et les ailes postérieures de 9 à 10. Les ailes antérieures présentent de 14 à 16 nervures transversales postnodales et les ailes postérieures de 13 à 15.
L'abdomen est assez large. Le premier segment est noir avec les côtés grossièrement jaune pâle. La partie dorsale du second segment présente deux taches triangulaires arrondies jaunes et ses côtés sont jaune pâle séparé du dessous marron clair par une bande noirâtre. La partie dorsale des segments 3 à 7 est rouge-orange avec la carène de couleur plus sombre latéralement et surtout apicalement à proximité de la bande transversale noire. La base est étroitement jaune, contrastant avec la bande apicale du segment précédent. Les segments s'assombrissent vers leur terminaison postérieure, le segment 7 étant largement sombre. La partie dorsale des segments 8 à 10 est jaune, le segment 8 présentant une ligne noire apicale bien marquée. La partie ventrale des segments 3 à 8 est rouge orangé. La partie ventrale des segments 9 et 10 est noire. Les appendices sont noirs avec les paraproctes moitié moins long que les cercoïdes. L'abdomen ne présente aucune coloration bleue.

### Description de la femelle
Le femelle, plus robuste que le mâle, présente une ligne noire le long de la face supérieure de l'abdomen caractéristique du genre Platycypha. 
La tête est semblable à celle du mâle mais avec de nombreuses marques marron clair additionnelles. Les marques pâles sur les joues s'étendent finement le long des yeux jusqu'au niveau des ocelles. Deux petites taches sont présentes sur le labrum. L'antéclypéus présente une fine ligne claire sur les bords et deux petites taches à sa base. La totalité du postclypéus est pâle à l'exception de son pourtour qui est finement noir. Deux renflements pâles sont présents sur le front entre les antennes et le postclypéus finement séparés par du noir. La partie basale des antennes est pâle. Une paire de petites taches noires est présente sur le vertex à l'avant des ocelles latérales. Des marques semblables à celles du mâle mais plus étendues sont présentes sur l'occiput et la zone post-oculaire. 
Le prothorax et le synthorax sont noirs marqués de marron clair comme le mâle mais de manière bien plus étendue. Le prothorax présente une paire additionnelle de points latéraux. Les parties antéhumorales et postdorsales de la marque en forme d'hameçon sont larges et à peu près de même épaisseur. La partie mésépimérale est noire avec une marque pâle posthumérale. Dans l'ensemble, les zones pâles sont plus étendues que les zones noires d'un facteur 1.5.
Les pattes, noires tendant vers le marron vers la base des fémurs, ne sont pas élargies. La face postérieure des tibias présente, en contraste, des stries brun pâle s'étendant sur presque toute leur longueur.
Les ailes sont semblables à celles du mâle mais la base jaune est moins distincte. Le ptérostima est marron foncé avec un tiers du centre plus clair. Les ailes antérieures comportent de 10 à 12 nervures transversales antenodales et les ailes postérieures de 10 à 11. Les ailes antérieures présentent de 15 à 16 nervures transversales postnodales et les ailes postérieures de 13 à 14.
Le premier segment de l'abdomen est noir avec les côtés grossièrement plus pâles. La partie dorsale du second segment est noire et présente deux taches triangulaires arrondies marron clair. Les côtés sont grossièrement pâles et le dessous est pâle. Les segments 3 à 7 sont noirs avec des marques marron clair qui s'estompent vers le segment 7. Une paire de stries sous-dorsales est reliée à la base à un marquage latéral pâle qui forme une bande complète sur le segment 3 mais qui se réduit à un trait basal pâle et à une tache apicale sur le segment 7. Chaque segment est globalement pâle le long de la carène ventrale. Les marques pâles dorsales et latérales sur les segment 3 à 7 entourent une marque en forme de «W» ou de trident noir sur chaque segment. Ces marques forment une ligne noire le long de toute la carène dorsale. Ces segments comportent deux stries sous-latérales épaisses interrompues à la base et une barre apicale qui est à peu près aussi large que les stries sub-latérales. Le segment 8 est noir avec une paire de petites marques latérales en forme de goutte. Le segment 9 est noir avec trois petits points sous-apicaux, un dorsal et deux sous-latéraux. Le segment 10 comporte des cercoïdes allongés à pointe fine. Les ovipositeurs et tous les sternites sont entièrement noirs.

## Espèce proche
Platycypha eliseva est assez semblable à Platycypha auripes dont le mâle n'arbore pas de couleur bleue. Il s'en distingue par son aire de répartition géographique limitée à la République démocratique du Congo, à la face postérieure de ses tibias qui est rouge et non pas jaune, à la face dorsale du segment 8 de l'abdomen qui est jaune et noire au lieu de rougeâtre et noire, et aux faces dorsale des segments 9 et 10 qui sont jaune plutôt que noires.

## Systématique
L'espèce Platycypha eliseva a été décrite par l'entomologiste Klaas-Douwe Benediktus Dijkstra en 2008 avec pour localité type la rivière Letissé à proximité de Lokutu (République démocratique du Congo). L’épithète eliseva a été donné en dédicace commune à l'épouse de Carl von Linné, Sara Elisabeth Moraea (1716-1806) et à Ellis Bettina Grootveld (né en 1976), ami de l'auteur,

### Publication originale
- (en) Dijkstra, K.-D. B. 2008. The Systematist’s Muse – two new damselfly species from ‘Elisabetha’ in the Congo Basin (Odonata: Chlorocyphidae, Platycnemididae), Zoologische Mededelingen Leiden, 82(3): 15-27. (texte intégral)